# Agrotis masculina
Agrotis masculina là một loài bướm đêm trong họ Noctuidae.